# Catostomus platyrhynchus
Catostomus platyrhynchus е вид лъчеперка от семейство Catostomidae. Видът не е застрашен от изчезване.

## Разпространение и местообитание
Разпространен е в Канада и САЩ.
Среща се на дълбочина от 0,1 до 0,9 m.

## Описание
На дължина достигат до 25 cm.
Продължителността им на живот е около 9 години. Популацията на вида е намаляваща.